# Baita, Zhejiang
Baita (kinesiska: 白塔, 白塔镇) är en köping i Kina. Den ligger i provinsen Zhejiang, i den östra delen av landet, omkring 170 kilometer söder om provinshuvudstaden Hangzhou. Antalet invånare är 23 879. Befolkningen består av 11 925 kvinnor och 11 954 män. Barn under 15 år utgör 26,0 %, vuxna 15-64 år 57 %, och äldre över 65 år 15,0 %.
Runt Baita är det ganska tätbefolkat, med 166 invånare per kvadratkilometer. Närmaste större samhälle är Xianju, 17,7 km nordost om Baita. Trakten runt Baita består till största delen av jordbruksmark.
Genomsnittlig årsnederbörd är 2 402 millimeter. Den regnigaste månaden är juni, med i genomsnitt 411 mm nederbörd, och den torraste är januari, med 67 mm nederbörd.